# Wilmer Cruz
Wilmer Enrique Cruz Paredes (né le 18 décembre 1965 à Santa Cruz de Yojoa au Honduras) est un joueur de football international hondurien, qui évoluait au poste de gardien de but.

## Biographie

### Carrière en sélection
Avec l'équipe du Honduras, il joue 63 matchs (pour aucun but inscrit) entre 1991 et 2000. Il figure notamment dans le groupe des sélectionnés lors des Gold Cup de 1991, de 1993, de 1996 et de 2000.
Il joue enfin 16 matchs comptant pour les tours préliminaires des coupes du monde 1994, 1998 et 2002.

## Palmarès
Honduras
- Gold Cup :
  - Finaliste : 1991